# Full Out
Full Out (bra: Full Out: No Ritmo da Vitória; prt: Full Out) é um telefilme de drama de 2015, baseado na história de vida da ginasta americana Ariana Berlin.
Ana Golja recebeu uma indicação ao Canadian Screen Awards 2016 de Melhor Performance em Programa ou Série Infantil ou Juvenil.

## Sinopse
Baseado na história verídica de uma ginasta de 14 anos que precisou desistir dos Jogos Olímpicos após sofrer um acidente de carro. Após recuperar seus movimentos e sua confiança através da dança, ela é chamada de volta ao mundo da ginástica. [carece de fontes?]

## Elenco
| Ator/Atriz          | Personagem           |
| ------------------- | -------------------- |
| Ana Golja           | Ariana Berlin        |
| Asha Bromfield      | Michelle             |
| Sarah Fisher        | Isla Steponchev      |
| Jennifer Beals      | Valorie Kondos-Field |
| Robbie Graham-Kuntz | Adam                 |
| Courtney Van Wirdum | Emma                 |
| Genny Sermonia      | Cashmere             |
| Lamar Johnson       | Twist                |
| Trevor Tordjman     | Nate                 |
| Jake Epstein        | Treinador Pierce     |
| Ramona Milano       | Susan Berlin         |
| Nick Baillie        | Howard Berlin        |
| Jacqueline Byers    | Caity                |
| Art Hindle          | Doutor               |
| Alicia Sacramone    | Ela mesma            |
| Samantha Peszek     | Ela mesma            |
| Jordyn Wieber       | Ela mesma            |